# 讷韦勒莱拉沙里泰
讷韦勒莱拉沙里泰（法語：Neuvelle-lès-la-Charité，法語發音：[nøvɛl lɛ la ʃaʁite]）是法国上索恩省的一个市镇，属于沃苏勒区。

## 地理
讷韦勒莱拉沙里泰（47°32'17"N, 5°57'8"E）面积13.2 平方千米，位于法国勃艮第-弗朗什-孔泰大區上索恩省，该省份为法国东部内陆省份，北起顺时针与孚日省、贝尔福地区省、杜省、汝拉省、科多尔省和上马恩省接壤。
与讷韦勒莱拉沙里泰接壤的市镇（或旧市镇、城区）包括：拉兹、布吉尼翁-莱拉沙里泰、格朗韦勒和勒佩勒诺、列夫朗、马耶和沙兹洛、努瓦当勒费鲁、拉罗迈讷、罗塞。

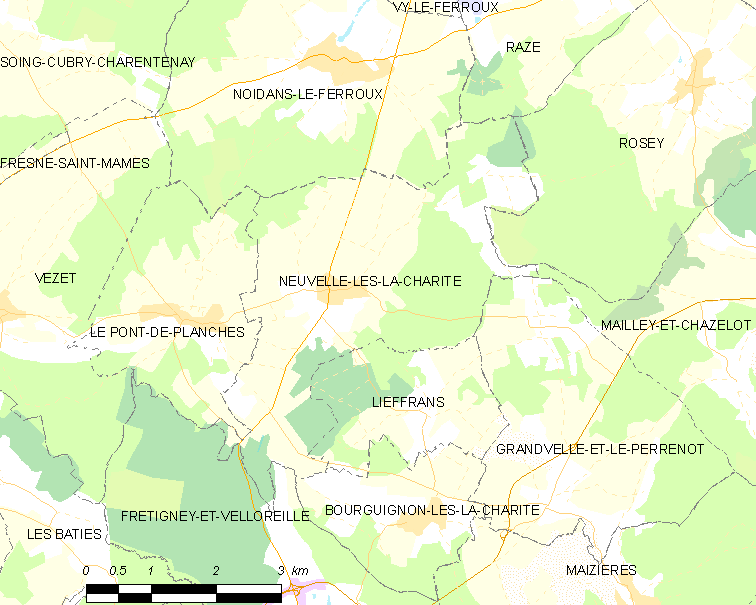
讷韦勒莱拉沙里泰的OSM定位图

讷韦勒莱拉沙里泰的时区为UTC+01:00、UTC+02:00（夏令时）。

## 行政
讷韦勒莱拉沙里泰的邮政编码为70130，INSEE市镇编码为70384。

## 政治
讷韦勒莱拉沙里泰所属的省级选区为索恩河畔塞和圣阿尔班县。

## 人口

1962-2008年间讷韦勒莱拉沙里泰人口变化图示

讷韦勒莱拉沙里泰于2022年1月1日时的人口数量为221人。